# Rhynchodemini
Tribu
Les Rhynchodemini sont une tribu de vers plats terrestres de la famille des Geoplanidae (sous-famille des Rhynchodeminae).

## Systématique
Le nom valide complet (avec auteur) de ce taxon est Rhynchodemini Heinzel (d), 1929.

### Liste des genres
Selon la base de données World Register of Marine Species (22 janvier 2024), la tribu des Rhynchodemini regroupe les genres suivants :
- Anisorhynchodemus Kawakatsu, Froehlich, Jones, Ogren & Sasaki, 2003
- Cotyloplana Spencer, 1892
- Digonopyla Fischer, 1926
- Dolichoplana Moseley, 1877
- Platydemus Graff, 1896
- Rhynchodemus Leidy, 1851

### Publication originale
(de) L. Heinzel, « Zur Kenntnis der Rhynchodemiden », Zoologische Jahrbücher, Abteilung für Systematik, Ökologie und Geographie der Tiere, Allemagne, vol. 56,‎ 1929, p. 425-462 (ISSN 0044-5193).